# Almási István (politikus)
Almási István (Elek, 1944. július 12. – Hódmezővásárhely, 2017. november 20.) politikus, Hódmezővásárhely polgármestere volt.

## Életpályája

### Családja
Almási 1967-ben vette feleségül Sáfár Enikőt, akitől három gyermeke született, Enikő (1969), Attila (1972) és Zoltán (1978).

### Tanulmányai
1968-ban szerzett diplomát a szegedi Juhász Gyula Tanárképző Főiskolán, mint magyar-ének-zene tanár, majd 1979-ben mint népművelő. 1994-ben könyvtári rendszerszervező képesítést szerzett az Országos Széchényi Könyvtárban.

### Élete
Tanárként, népművelőként és könyvtárosként is dolgozott. A hódmezővásárhelyi önkormányzatban 1994-től képviselőként, 2000-től alpolgármesterként tevékenykedett. Belépett a Kereszténydemokrata Néppártba, 2003 és 2016 között a párt hódmezővásárhelyi elnöke volt. 2012-ben Lázár János polgármester lemondott polgármesteri címéről, mert a második Orbán-kormányban a Miniszterelnökséget vezető államtitkárának kérték fel, ezért időközi polgármester-választást tartottak Hódmezővásárhelyen, amit Almási 52,31%-kal megnyert. Hódmezővásárhely polgármestere volt 2017. november 20-i haláláig. Almási Istvánt Hódmezővásárhely Megyei Jogú Város saját halottjának tekintette.